# Кальман, Стефани
Стефани Кальман (англ. Stephanie Calman) — автор шести книг: «Признания плохой матери», «Признания несостоявшегося взрослого», «Как (не) убивать свою мать», «Как (не) убивать своего мужа», «Одеваться на завтрак» и «Джентльмен предпочитает мою сестру».
Помимо литературной деятельности, она создала ситком для Channel 4 «Одевание для завтрака» и появлялась в таких телешоу, как «Есть ли у меня новости для вас» и «Вещи Райта».
Дочь мультипликатора Мела Кальмана, замужем, имеет двоих детей.